# Coenocorypha huegeli
Coenocorypha huegeli (лат.)  — кулик из рода Coenocorypha семейства Scolopacidae, эндемик  островов Снэрс,  расположенных примерно в 200 км юго-западнее Южного острова Новой Зеландии и принадлежащих этой стране.

## Таксономия и этимология
Coenocorypha huegeli  — один из видов рода Coenocorypha таксономический статус которых спорен. Раньше этого кулика считали подвидом Coenocorypha aucklandica, но позднее он был повышен в ранге до полноценного вида.
Таксон был впервые описан  Генри Бейкером Тристрамом как Gallinago huegeli,  видовое название которого было дано в честь его коллектора, британского натуралиста австрийского происхождения Анатоля фон Хюгеля. Название на языке маори «тутукиви», которое используется применительно и к другим представителям рода Coenocorypha, указывает на некоторое сходство внешнего облика и поведения этих птиц с миниатюрной киви.

## Описание
Coenocorypha huegeli  — это маленький, коренастый куличок с поперечными и продольными полосами и пятнами коричневого цвета, от охристо-белого до почти чёрного. Через темя и по лицевой части через глаз  идут тёмные продольные полосы. У птицы длинный клюв, короткая шея и хвост. Его внешние рулевые перья узкие и жесткие, что является модификацией, позволяющей издавать характерный ревущий звук ночных воздушных демонстраций.
Самцы и самки имеют схожий внешний вид: самки немного крупнее самцов и весят около 116 г по сравнению с самцами - 101 г. Длина клюва самок составляет около 57 мм, а у самцов — 55 мм. У самок ноги оливкового цвета, а не желтые, а их первостепенные кроющие перья крыла имеют пятна на внутренних опахалах, в отличие от самцов, у которых такие отметки отсутствуют. Самцы также обладают более контрастными отметинами на спине. Окраска молодых особей более тусклая. Хотя ни одна характеристика не позволяет однозначно определить пол бекаса, исследователи на островах Снейрс обнаружили, что сочетание признаков позволяет отнести птиц к определённому возрасту и полу. Уолтер Оливер, в своей книге «Птицы Новой Зеландии» (1955) утверждает: «Кулик с острова Снэрс отличается тем, что брюшко у него покрыто полосами по всей поверхности, чего нет ни у одного другого подвида. Общий цвет также более красноватый, чем у остальных подвидов".

## Распространение и среда обитания
Этот кулик является эндемиком островов Снэрс, небольшой субантарктической группы островов с общей площадью поверхности 3,5 км2, примерно в 200 км к югу от Новой Зеландии в Южном океане. Там он гнездится на острове Норт-Ист-Айленд и острове Бротон и был отмечен на островке Alert Stack (площадью 9 га). Этот вид также был завезен на остров Путаухину. Его излюбленная среда обитания - влажный первый ярус под зарослями из Olearia и Brachyglottis, покрытый  осоковыми кочками, слоем травяного "войлока" и папоротниками Polystichum vestitum из рода многорядников.

## Поведение
Новозеландский орнитолог Эдгар Стед, посетивший  острова Снэрс в декабре 1947 года, сообщил  об этом кулике:

"Когда его снииают со вспышкой в дневное время, он пробегает несколько футов, а затем молча останавливается, наблюдая за источником тревоги. Они не хотят летать в днём, а когда это и делают, то не более чем на десять или пятнадцать ярдов, а часто и на два или три. Ночью они летают охотнее и на значительные расстояния. Их пища, по-видимому, состоит в основном из червей. Эти кулички всегда встречаются на окраинах колоний пингвинов. Сезон их откладывания яиц начался в начале декабря. Гнезда были найдены в центрах больших кочек Poa foliosa примерно на один фут над уровнем земли. Гнезда представляли собой глубокие чашечки из мелкой травы шириной 9½ см и глубиной 7 см, в которых содержалось много материала"

### Размножение
Большинство этих куликов размножаются моногамными парами, которые занимают гнездовые территории, при этом оба родителя делят между собой обязанности по инкубации кладки из двух яиц, в гнезде, скрытом в густой наземной растительности. Когда птенцы вылупляются, они весят 14-18 г и являются выводковыми и покидают гнездо вскоре после вылупления; родитель-самец присматривает за первым птенцом, покидающим гнездо, а самка заботится о втором. Птенцы остаются со своими родителями около восьми недель, и первые две родители их кормят. Способность к  полёту они приобретают примерно в 30-дневном возрасте.

### Питание
Coenocorypha huegeli питается различными мелкими беспозвоночными, в том числе кольчатыми червями, амфиподами, пауками и насекомыми, добытыми путем зондирования длинным клювом почвы и слоя подстилки из опавших листьев.

## Статус и сохранение
Численность популяции вида на островах Снэрс оценивается чуть более 400 пар. 16 апреля 2005 года тридцать особей были перевезены с острова Норт-Ист-Айленд группы островов Снэрс на  остров Путаухину площадью 141 га, чтобы создать резервную популяцию на случай того, что на Снэрс могут  случайно проникнуть наземные хищники, в частности крысы. Остров Путаухина расположен в юго-западной цепи Острова Тити, недалеко от острова Стьюарт. Он расположен в 1,5 км к западу от Большого Южного Кейпского острова, который был последним прибежищем ныне вымершего Coenocorypha iredalei.